# Морган, Генри
Ге́нри Мо́рган (англ. Henry Morgan; 24 января 1635 (1631?) года, Кардифф, Уэльс — 25 августа 1688 года, Порт-Ройал, Ямайка) — английский мореплаватель (родом из Уэльса), пират, капер, позже плантатор и вице-губернатор на острове Ямайка, активно проводивший английскую колониальную политику.
В эпоху борьбы Англии и Испании за господство на море предпринял несколько боевых кампаний против испанских владений в зоне Карибского моря. Его первой широкомасштабной операцией был налёт на город Пуэрто-дель-Принсипе. Апофеозом налётов и диверсий было разграбление и уничтожение города Панама в 1671 г.

## Биография
Генри Морган родился 24 января 1635 года в Уэльсе в семье землевладельца. Не имея склонности к продолжению дела отца, по легенде, нанялся юнгой на корабль, идущий на Барбадос, где его якобы продали в рабство на три года за оплату перехода через Атлантику.
Во всяком случае, так написано в книге Эксквемелина «Пираты Америки»[неопределённость], но сам Генри Морган всегда отрицал этот факт. Энергичный и прижимистый, он в ходе похода накопил небольшой капитал и на паях с несколькими товарищами купил корабль. Морган был выбран капитаном, и первый же самостоятельный поход к берегам Испанского Мэйна принес ему славу удачливого предводителя, после чего к нему стали примыкать другие пиратские корабли. Это позволило перейти от грабежа одиночных кораблей в море на более прибыльные операции по захвату городов, что давало значительное увеличение добытых сокровищ.
Собрав флотилию из двенадцати кораблей с командой из англичан и французов общей численностью до семисот человек, готовых на все, Морган напал на город Пуэрто-дель-Принсипе на острове Куба и, несмотря на отчаянное сопротивление испанцев, хорошо знакомых с нравами пиратов, захватил его. Пираты разграбили город и, кроме того, взяли выкуп — пятьсот голов скота.

### Поход наМаракайбо
После нескольких удачных налётов на мелкие города, но давших небольшой доход пиратской братии, Морган решил овладеть крупным богатым городом Маракайбо. Дальнейшее развитие событий легло в основу одной из глав книги Рафаэля Сабатини «Одиссея капитана Блада». Предупреждённое перебежчиком население заблаговременно покинуло город и унесло и спрятало все имущество и ценности. Захватив город, пираты немедленно отправились в окрестные леса в поисках добычи и жителей, понимая, что далеко от города они уйти не смогли. Они захватили в плен горожан и всех их подвергли ужасным пыткам, добиваясь сведений о спрятанных ценностях. Одних просто истязали и били; другим устраивали «пытки святого Андрея», то есть загоняли горящие фитили между пальцев рук и ног; третьим завязывали верёвку с узлами на ней вокруг головы так, что глаза у них вылезали на лоб и становились «словно куриные яйца»; четвёртым совали ноги в костер, предварительно смазав их салом, так что люди сразу вспыхивали; пятых подвешивали за половые органы и многократно шпиговали саблями и т. д.
Проведя в Маракайбо пять недель, пираты решили покинуть город, но оказалось, что у выхода из лагуны в море их поджидают три испанских военных корабля, а крепость Маракайбо укреплена и имеет хорошо вооружённый гарнизон.
Засада ожидала пиратов у выхода из лагуны: двенадцать дней там стояли три мощных испанских корабля. Низкая осадка не позволяла фрегатам войти в мелководную лагуну, поэтому они заперли флибустьеров в озере, отрезав им единственный путь к отступлению. 3 мая вахтенный офицер испанской «Магдалены» доложил адмиралу, что флибустьерские корабли затеяли какой-то манёвр. Через какое-то время они приблизились к испанским фрегатам. Неожиданно корабли Моргана опустили паруса и остановились. На рассвете следующего дня флибустьеры подняли паруса и решительно двинулись к испанским фрегатам, при этом три крупных корабля держались позади. Вперед вырвалось лишь одно судно под флагом Моргана.
Расстояние все сокращалось. Испанцы приготовились к абордажу, по нападавшим открыли огонь из мушкетов и пистолетов. Корабль Моргана вплотную подошел к «Магдалене» и стукнулся о её борт. Испанские матросы вонзили в него абордажные крючки. Борт испанца был много выше, и солдаты, спрыгнув на палубу дерзкого пирата, тут же застрелили несколько нападавших, остальные бросились в море и лихорадочно поплыли прочь. Испанцы в недоумении забегали, натыкаясь на соломенные манекены и деревянные орудия. Их недоумение длилось всего четыре секунды. На пятой палуба пиратского судна разверзлась у них под ногами, ослепительная вспышка затмила взор, и на «Магдалену» обрушилось пламя. Матросы испанской «Маркесы» спешно обрубили якорные канаты и выбросили свой корабль на берег. «Сан-Луис» был захвачен флибустьерами. Чтобы избежать обстрела своего корабля с крепости, Морган создал видимость готовящейся атаки с суши. Опасаясь нападения, испанцы перетащили пушки с береговой линии крепости. По воспоминаниям врача Эксквемелина:
«Пираты решили пуститься на такую хитрость: днем, в канун ночи, которая намечена была для бегства, часть пиратов села на каноэ якобы для того, чтобы высадиться на берег. Берег этот был в густых зарослях, и пираты незаметно вернулись назад, легли в каноэ и потихоньку снова подошли к своим кораблям. Такой маневр они предприняли неоднократно, причем ложная эта высадка шла со всех кораблей. Испанцы твердо уверились, что пираты попытаются этой ночью броситься на штурм и захватить крепость; они стали готовить всё необходимое для защиты с суши и повернули туда все пушки».
Ночью пираты подняли паруса и покинули берега.
«На прощанье Морган выстрелил по форту из семи пушек, однако ответного залпа не последовало»
Добыча оказалась огромной. Выкуп, драгоценности и рабы оценены в двести пятьдесят тысяч реалов.

### Поход на Панаму
К 1669 году все путешественники, побывавшие в Панаме, описывали её как место сказочных богатств. В десятитысячном городе размещалась казначейская палата, куда свозили добытое в Перу золото. Морган решил захватить город Панаму. В конце 1669 года он обладал значительным влиянием. Он только что купил на Ямайке огромное поместье, впоследствии названное «Долиной Моргана».
Пираты быстро спустили награбленное добро, и, убедившись в этом, Морган решил организовать новый поход. 18 января 1671 года его армада выступила на Панаму. Она состояла из 28 английских и 8 французских кораблей и насчитывала 1846 человек.
Вначале Морган намеревался совершить рейд на Провиденс (Санта-Каталину) и отобрать остров у испанцев, чтобы обеспечить тыл экспедиции, а во-вторых, набрать там индейцев-проводников, знающих Панамский перешеек. Остров Провиденс был захвачен 22 декабря 1670 года. Затем авангард из четырёхсот человек захватил форт Сан-Лоренсо. Наконец пираты вышли на тропу, по которой испанцы перевозили награбленное у индейцев золото. Тропа была не более дюжины шагов в ширину. В походе участвовало тысяча четыреста пиратов. Ядовитые змеи, ягуары и крокодилы то и дело попадались на пути. Ещё опаснее были укусы москитов и ядовитых муравьёв, которыми кишели джунгли. Начался голод. Пришлось есть листья и траву.
И вот часть пиратов подняла ропот. Моргана осуждали за безрассудство, за то, что обманул их и вовлёк в смертельную авантюру. Многие изъявили желание вернуться. Но большинство оказалось более стойкими и решило продолжать путь.
Пираты закричали от восторга, когда увидели городские башни Панамы. Но город был хорошо укреплён, испанцы возвели на дороге к нему укрепления и поставили батареи.
18 января губернатор Панамы Гусман предпринял вылазку из города с большим отрядом. Тридцать индейцев должны были в решительный момент выпустить на поле полторы тысячи «боевых единиц», с которыми моргановским флибустьерам ещё не приходилось сталкиваться, — полудиких быков.
Морган назвал придуманное им расположение войск терцией. Отряд стоял ромбом. В голове размещался отряд из 300 человек, обращённый остриём в сторону врага. В центре — главные силы, 600 человек, стоявшие прямоугольником. Затем — арьергард, треугольник в 300 человек. Один фланг флибустьерской армии защищал холм, другой — болото. Весь строй медленно двигался вперёд под барабанный бой.
Испанские всадники, натолкнувшись на остриё терции, рассыпались в стороны, а пираты вели в упор убийственный огонь из мушкетов. Не помогли испанцам и быки: после первого выстрела флибустьеров они повернули назад и, отбежав подальше в поле, принялись мирно щипать траву.
«Мы преследовали врага буквально по пятам, так что его отступление вылилось в паническое бегство», — писал Морган. Битва продлилась два часа.
Большие испанские корабли успели выйти в море, к тому же были взорваны пороховые склады, и Панама была объята пламенем. И хотя флибустьеры успели собрать огромную добычу, они тем не менее злились, что многое сгорело.
Все исторические хроники рассказывают, что Морган, живший в Панаме во время её грабежа в губернаторском дворце, конечно, не лишал себя женского общества. Но одна из самых красивых женщин города (имени её никто не называет), которую он держал пленницей во дворце, его отвергла. Ни обещания, ни угрозы на неё не действовали, и все с удивлением наблюдали небывалое для тех времён зрелище, что он не решался взять её силой. А на обратном пути к Чагресу Морган вернул ей свободу без какого бы то ни было вознаграждения и даже дал ей охрану, чтобы проводить испанку домой. В мрачной эпохе флибустьеров этот рыцарский поступок кажется ярким романтическим цветком.
В середине февраля 1671 года Морган покинул Панаму. Караван, двинувшийся с грузом, насчитывал 175 вьючных животных. За ним шёл отряд.
По возвращении в Сан-Лоренсо Морган объявил, что на каждого участника экспедиции приходится 200 реалов в то время, как каждый рассчитывал получить по меньшей мере 1000 реалов. Разочарованные пираты обвинили своего адмирала в надувательстве. Назревал бунт…
Морган изобразил праведное возмущение, вывернул при всем народе свои карманы и даже снял сапоги: мол, не припрятал ни одного пиастра. Между тем утаённая добыча уже была тайно погружена на корабль верными людьми.
Морган отплыл в обратный путь тайно, в сопровождении лишь четырёх судов. Капитаны и матросы, сбежавшие с предводителем, а также флибустьеры, проделавшие путь до Ямайки в трюме, были довольны, поскольку они получили дополнительное вознаграждение. Большая часть пиратов осталась разбойничать на побережье Центральной Америки. Там почти все корабли бывшей флотилии Моргана потерпели крушение. Испанцы покинули разрушенный город и отстроили Панаму на берегу более удобной и хорошо защищённой бухты в шести милях от прежнего места.

### Вице-губернаторЯмайки
Вскоре по возвращении на Ямайку Морган был арестован. Дело в том, что накануне отплытия экспедиции к Панаме в 1670 году в Европе был подписан Мадридский договор между Англией и Испанией. Губернатор Томас Модифорд послал к Моргану курьера с этим известием и с приказом об отмене экспедиции, но курьер опоздал: 16 декабря 1670 года Морган ушёл от берегов Гаити в свой самый знаменитый поход. Модифорд проинформировал об этом своего патрона — лорда Арлингтона, а также уведомил, что послал на розыски Моргана другой корабль и выразил надежду, что второму курьеру удастся перехватить Моргана и не позволить его флибустьерам совершить враждебные действия против испанцев.
Морган вместе с отозванным губернатором Томасом Модифордом, активно содействовавшим его грабительским походам, был отправлен в Англию. На судебном процессе секретарь Моргана Джон Пик показал под присягой, что шлюп с курьером с письмом губернатора прибыл к Моргану за три дня до начала штурма Панамы и, таким образом, Морган напал на город вовсе не по неведению, а совершенно сознательно. Все думали, что королевский суд за все прегрешения вздёрнет пирата на виселицу, но двор не смог забыть оказанных им услуг.
Выпущенный под честное слово на свободу, Морган провёл три года в английской столице, где стал местной знаменитостью и пользовался огромным успехом у женщин. После инсценировки судебного процесса было вынесено решение: «Виновность не доказана». Морган был отправлен обратно на Ямайку на должность вице-губернатора.
Лорд Воэн, новый губернатор Ямайки, в мае 1676 года писал в Лондон, что сэр Генри Морган, вопреки своему долгу, «восхваляет каперство и ставит преграды всем моим планам и намерениям сократить число тех, кто избрал этот жизненный путь». Губернатор просил правительство вывести Моргана из состава Совета Ямайки, но секретарь Джордж Уильямсон убедил его замять это дело.
В марте 1678 года, так и не сумев уничтожить флибустьеров на Ямайке, лорд Воэн передал свои полномочия Моргану и отбыл в Англию. Четыре месяца сэр Генри Морган исполнял обязанности губернатора острова (до прибытия графа Карлайла в июле 1678 года). С новым губернатором он быстро нашёл общий язык, так что ямайские флибустьеры чувствовали себя на острове вольготно.
Правда, после набега Джона Коксона и его друзей в 1680 году и отъезда графа Карлайла на родину Морган, взяв в свои руки управление островом, вынужден был начать преследование наиболее активных пиратов. «Приватирство искушает бедного и неудачника, — писал он в Лондон, — и я не жалею сил, дабы искоренить это зло». Несколько флибустьеров было задержано и отдано под суд, парочку закоренелых негодяев пришлось вздернуть на виселице.
В мае 1682 года на Ямайку вновь прибыл Томас Линч, назначенный преемником графа Карлайла. Он сместил Моргана с поста вице-губернатора, а затем вывел его из состава Совета Ямайки. Его кузен капитан Чарльз Морган был отстранен от командования фортами, а его друг Роджер Эллетсон смещен с должности судьи. Сообщая о своём решении в министерство торговли, Линч писал: «Сэр Генри Морган и капитан Морган организовали специальный клуб, посещаемый только пятью или шестью лицами, где диссиденты богохульствовали и ругались». И далее: «Во время пьянок сэр Генри поносит правительство, ругается, чертыхается и божится сверх всякой меры».
Морган слал протесты в Англию, но они не были услышаны. Уволенный со службы, он запил и уехал на время на свои плантации.
Линч умер в 1684 году, оставив тайное назначение на пост и. о. губернатора полковнику Хендеру Молзуорту, чем развеял ожидания Моргана получить вновь эту должность. Новый губернатор Ямайки сэр Кристофер Монк, второй герцог Альбемарль (1687—1688), был близок к партии плантаторов и корсаров. Он вывел из Совета Ямайки сторонников Молзуорта и ввёл туда своих людей, в том числе Моргана и Эллетсона. Для флибустьеров на Ямайке вновь настали золотые времена. Однако дни вице-губернатора сэра Генри Моргана были уже сочтены. Окончательно спившись, утратив человеческий облик, страдая от ожирения и цирроза печени, он умер 26 августа 1688 года.
Он был торжественно, с подобающими его сану церемониями похоронен в церкви св. Екатерины. Однако и после смерти его тело не обрело покоя. Спустя четыре года, в 1692 году, произошло сильное землетрясение. Огромные волны захлестнули город, разрушили и уничтожили кладбище и много зданий. В гигантской волне исчезли и дворец, где жил знаменитый пират, и его могила.

### Научная
- Губарев В. К. 100 великих пиратов. — М.: Вече, 2011. — 432 с. — Серия «100 великих».
- Губарев, Виктор. Пираты Карибского моря: Жизнь знаменитых капитанов. — М.: Эксмо, Яуза, 2009.
- Губарев, Виктор. Флибустьеры Ямайки: эпоха «великих походов». — М.: Вече, 2011.
- Губарев, Виктор. Генри Морган. — М.: Молодая гвардия, 2014. — 293 с. — Серия «ЖЗЛ».
- Рогожинский Жан. Энциклопедия пиратов. — М.: Вече, 1998. — 679 с.
- Эксквемелин А. О. Пираты Америки. — М.: Мысль, 1968. — 230 с.: ил.

### Художественная
- Висенте Рива Паласио. Пираты Мексиканского залива / Пер. с испан. Р. Линцер, И. М. Лейтнер. — М.: Худож. лит-ра, 1965. — 440 с. — Серия «Библиотека исторического романа».
- Стейнбек Джон Эрнст. «Золотая чаша»: Жизнеописание сэра Генри Моргана, флибустьера, с кое-какими обращениями к истории. (англ. Cup of Gold) (1929)